# Diostrombus sibitensis
Diostrombus sibitensis är en insektsart som beskrevs av Synave 1973. Diostrombus sibitensis ingår i släktet Diostrombus och familjen Derbidae. Inga underarter finns listade i Catalogue of Life.